# Game Informer
Game Informer (ofte forkortet til GI) er et amerikansk computerspilsmagasin, som udgives hver måned og indeholder artikler, nyheder, strategier og anmeldelser af populære computerspil og spillekonsoller. Det blev grundlagt i august 1991.